# Беате Узе
Беате Узе (Кранц, 25. октобар 1919 — Санкт Гален, 16. јули 2001) била је немачки пилот и предузетник. Након Другог светског рата отворила је у Фленсбургу први секси-шоп. Данас је фирма „Беате Узе“ једна од највећих учесника на тржишту еротских производа и један од 50 немачких топ брендова.

## Биографија
Беате Узе била је најмлађе од троје деце земљопоседника Ота Кестлина и лекарке Маргарете Кестлин Ренч. Родитељи су децу просвећивали још од малих ногу, разговарали са њима често о сексуалности и неопходној сексуалној хигијени. Беате је са 15 година постала првакиња у бацању копља, а са 16 је радила као дадиља у Енглеској и тако научила енглески. По жељи својих родитеља завршила је своје образовање из области домаћинство. Љубав према авионима датира још из тог периода. Већ са 18 година ишла је у школу летења и добила убрзо пилотску дозволу. Радила је за различите фирме као пилот, поправљала их, проверавала, надгледала и учествовала као дубл пилот у филмовима.
Године 1939. удала се за свог учитеља летења Ханса Јиргена Узеа. Из тог брака има сина Клауса. Муж јој је доживео несрећу и умро 1944, док је њу годину дана касније била ухапсила британска трупа војника. Након отпуштања из ратног заточеништва одселила се са сином у Фленсбург.
Године 1949. удала се за трговца Ернста Валтера Ротермунда и са њим добила двојицу синова, Дирка и Улриха. Узе је била ангажована натуристкиња и члан Немачког нудистичког савеза.
Године 1989. одликована је Савезним крстом за заслуге републике Немачке, а годину дана касније именована је за почасног грађанина града Фленсбурга. Умрла је 2001. у једној швајцарској клиници од последица упале плућа.
Немачка телевизија ZDF снимила је 2011. године биографију о Беате Узе под називом „Беате Узе – Право на љубав“ са Франком Потенте у главној улози.

## Каријера
Како су је окупационе силе спречавале да се бави пилотирањем, одлучила је да се окрене другој бранши. У разговору са домаћицама била је упућена у њихове дилеме: с једне стране о њиховој потреби за сексом, а са друге да због страха од будућности не желе да добију децу. Тако је почела да објављује брошуре о Огино-Кнаус методи, методи рачунања плодних дана. Продавањем брошура за две рајхс марке по примерку успела је да заради почетни капитал и продре и у веће градове попут Хамбурга и Бремена. Убрзо је постала саветница за секс и еротику и почела да продаје кондоме и књиге о браковима. Постала је позната широм света а према тадашњој анкети, 98% Немаца знало је ко је Беате Узе. Њена идеја била је да људима у разореној послератној Немачкој треба помоћи и у сексуалној кризи а не само у материјалној.
Године 1951. отворила је најпре радњу са четворо запослених која је продавала кондоме и књиге о „брачној хигијени“. 1961. отворила је први секси-шоп на свету у Фленсбургу. Према саветима адвоката, отворила је радњу на Божић, будући да за време Божића не мора да стрепи од напада љутих грађана рачунајући на то да ће негодовање спласнути након празника. У радњи и у каталозима било је све више чланака о „брачној хигијени“. Чак је и полиција била ангажована у праћењу оних артикала, који служе да „противно обичају и васпитању, на неприродан начин узбуркају и задовоље полне нагоне“. До 1992. године упућено јој је преко 2000 оптужби.

## Компанија Беате Узе данас
Данас фирма „Беате Узе“ послује у 13 земаља света а од 2002. присутна је и на тржишту САД. Вредност компаније процењује се на 63 милиона евра.
У Берлину је 1995. отворен „Музеј еротике Беате Узе“, који је сама отворила поводом педесетогодишњег јубилеја фирме.

## Филм
- 2011: Беате Узе - Право на љубав (Режија: Хансјер Турн; Главна улога: Франка Потенте)